# Pablo Servigne
Pablo Servigne, nacido en 1978 en Versalles, es un autor y conferenciante francés. Le interesan las cuestiones de transición ecológica, agroecología, colapsología y resiliencia colectiva.  

## Biografía
Pablo Servigne es ingeniero agrónomo de Gembloux Agro-Biológico Tech (Bélgica) y doctor en ciencias por la Universidad libre de Bruselas (ULB).
En 2008, abandonó el mundo universitario para consagrarse al movimiento de la transición ecológica interesándose en la agricultura urbana, la permacultura y la agroecología. Durante 2010 y 2014, Pablo Servigne trabajó en la asociación de educación popular  Barricade en Lieja.
En 2010, empezó a escribir para dos periódicos belgas Imagine demain le monde (ecología) y Kairos (antiproductivismo).
Ha participado en las reflexiones del GIRAF (Grupo interdisciplinario de investigación en agroecología de los Fonds de la recherche scientifique). Desde 2013, es miembro del Institut Momentum (París) y de 2015 a 2018, de la asociación Adrastia.
Actualmente trabaja de forma independiente escribiendo artículos, libros, dando conferencias y clases de formación.

## Ideas y conceptos

### Colapsología
Aunque el término de colapsología haya sido inicialmente empleado por primera vez en 2006 con el libro de Jared Diamonds - Collapse (2005). Pablo Servigne es el creador, junto con Raphaël Stevens, del concepto de «colapsología », con la definición siguiente : "Un ejercicio transdisciplinario en el estudio del colapso de la civilización industrial y sus posibles sucesores, basado en la razón, la intuición y la reconocida labor científica".
Junto con Raphaël Stevens ha publicado Colapsología (Comment tout peut s'effondrer): un manual de colapsología para el uso de las generaciones en 2020. Frédéric Joignot analiza la obra en estos términos : «Después de recopilar una cantidad impresionante de meta-análisis sobre el empeoramiento del calentamiento global y el agotamiento de los recursos energéticos, alimentarios, forestales, pesqueros y metálicos, su tesis es clara: los ecosistemas se están colapsando, la catástrofe ha comenzado para la humanidad. Se acelerará. La colapsología es la nueva ciencia interdisciplinaria que reúne los estudios, hechos, datos, pronósticos y escenarios que lo demuestran».
En el epílogo del mismo libro, el exministro Yves Cochet escribió: «¿Hay algo más importante que lo que está cubierto en este libro? No. ¿Hay algo más descuidado que esto? No, no lo hay».
El concepto de colapsología y su promoción por Pablo Servigne fue el tema de una sesión del Tribunal para las Generaciones Futuras organizada por la revista Usbek & Rica.

### Agricultura y post-petróleo
Su formación básica en agronomía y su interés por el colapso lo llevaron a escribir un estudio sobre la agricultura post-petróleo para la asociación Barricade.
Es invitado por el ex eurodiputado Yves Cochet a escribir un informe para el grupo de los Verdes/Alianza Libre Europea del Parlamento Europeo sobre el futuro de la agricultura en Europa. El informe, que plantea la posibilidad de un colapso inminente de los sistemas alimentarios industriales de Europa, se presentó públicamente al Parlamento Europeo en Bruselas el 17 de octubre de 2013.

### Resiliencias
Pablo Servigne participó en un trabajo conceptual sobre la noción de resistencia para la transición ecológica y el colapso.
Con Agnès Sinaï, Hugo Carton y Raphaël Stevens, propone cuatro declinaciones de la resiliencia: la resiliencia común, la resiliencia global, la resiliencia local y la resiliencia interior. Esta última se refuerza cuando se ha tomado acto de las catástrofes que tienen lugar, y cuando se hace el duelo del mundo como se lo conoce (en su funcionamiento, sus objetivos, etc.) Eso implica pasar más allá del horror, de la cólera y de la tristeza, y de realizar las posibilidades nuevas de reanudar con uno mismo, de forma profunda, y con sus cercanos (amigos, familia y/o vecinos), para considerar así la convivencia que parte del interior, hacia lo local, lo regional y después el planetario, incluso el cosmos. 
Catégorie:Article à référence nécessaire

### Solidaridad y cooperación
Retomando y actualizando las tesis de Pierre Kropotkine en L'Entraide, un facteur de l'évolution, Pablo Servigne coescribió con Gauthier Capilla La Entraide, l'autre loi de la jungle, una obra que ataca el mito de un mundo construido sobre el principio de la competición, la competencia y de la ley del más fuerte (mito del darwinismo social). Para los autores, las relaciones entre las especies y entre los miembros de una misma especie no sólo se reducen a la competencia y la depredación. Según ellos, la simbiosis y la cooperación son principios de la vida que desempeñan un papel clave en la evolución. 
Los dos investigadores citan numerosos ejemplos de cooperación en la naturaleza: leonas cazando juntas, pingüinos reuniéndose para protegerse del frío, árboles redistribuyendo nutrientes a los más débiles gracias a un hongo de raíz... Sin embargo, Gauthier Chapelle y Pablo Servigne no niegan la existencia de la competencia, que también es esencial a la hora de establecer límites, un territorio o durante la reproducción.
Finalmente, ambos muestran que el altruismo y la ayuda mutua son elementos de cohesión social que se desarrollan espontáneamente en los humanos. Por ejemplo, las situaciones de desastre natural son acontecimientos que generan autoayuda, autoorganización y calma.

## Publicaciones e intervenciones
- Pablo Servigne (2014). Nourrir l'Europe en temps de crise (en francés). Nature et Progrès. ISBN 978-2-930386-52-2., réédité par les éditions Actes Sud, collection « Babel » en 2017 ISBN 9782330086572.
- Pablo Servigne (2015). Comment tout peut s’effondrer. Anthropocène (en francés). Seuil. p. 304. ISBN 9782021223316..
- Agnès Sinaï (2015). Petit traité de résilience locale (en francés). Éditions Charles Léopold Mayer. ISBN 978-2-84377-186-6.
- Pablo Servigne (2017). L'entraide (en francés). Les Liens qui libèrent. p. 224. ISBN 9791020904409., édition de poche en 2019 ISBN 9791020907004.
- Pablo Servigne (2018). Une autre fin du monde est possible. Anthropocène (en francés). Seuil. p. 327. ISBN 9782021332582..
- Pablo Servigne, Raphaël Stevens (2020). Colapsología. Arpa. ISBN 978-84-17623-56-2

## Influencias
En referencia a Pablo Servigne, uno de los protagonistas del cómic humorístico Petit guide pratique, ludique et illustré de l'effondrement, de Yann Girard y Émile Bertier (Éditions Bandes détournées, 2019) se titula "Pablo de Servigneth, profeta del apocalipsis".